# Slaviša
Slaviša je moško osebno ime.

## Izvor imena
Ime Slaviša je različica moškega osebnega imena Slavko.

## Pogostost imena
Po podatkih Statističnega urada Republike Slovenije je bilo na dan 31. decembra 2007 v Sloveniji število moških oseb z imenom Slaviša: 274.

## Osebni praznik
Osebe z imenom Slaviša lahko godujejo takrat kot osebe z imenom Slavko.